# Іналук Арсанукаєв
Іналук Арсанукаєв, також іменувався князь Дишнінський — чеченський воєначальник, глава Уряду Кавказького Емірату.
Уродженець високогірного дишнінського села Езіхою, що нині входить в Ітум-Калінський район Чечні. Чеченець за національністю, в царській Росії, служив приставом — начальником поліції невеликого селища. Після одруження на грузинській князівні Іналук присвоїв собі титул князя.

## Біографія
Народився високогірному дишнінському селі Езіхою. Батька Іналука звали Уц-хаджі, який був одружений кілька разів і мав 8 синів (Інал, Ізнаур, Іналук, Даут, Ісраїл, Халід, Абдул-Кадир, Абдул-Рашид) та кілька дочок. Уц-хаджі пережив Кавказьку війну, здійснив тричі хадж у святі місця. Він розумів, що для гідного проживання своїм дітям треба дати хорошу освіту.
Будучи ще курсантом військового училища, Іналук одружився з 14-річною Падам, дочкою Ахмеда Толгаєва, теж представника тайпу дишной, що мешкав у селі Гойти на рівнині Чечні. Падам у свої дитячі роки була вже хафізом, і в окрузі мала славу красуні. Після закінчення військового училища, Іналука направили на службу в Ерівань (Єреван) на посаді пристава, де у молодої пари народилися близнючки, які померли в ранньому віці, і були поховані в Ерівані.
Прослуживши близько трьох років у місті Ерівань (Єреван), отримав направлення на нову службу, цього разу до міста Тіфліс. Падам із донькою Хабірою, яка народилася напередодні переїзду до Тифлісу, повернулася до батьків додому у Чечні. Батьки Падам вирішили залишити її вдома, доки Іналук не повернеться до Чечні. Проте служба Іналука розтягнулася на 10 років. Рідні Іналука приділяли увагу дочці, і навіть привозили її до Тифлісу, щоб вона деякий час пожила з батьком.
Весь стан свій Уц-хаджі направив, щоб сини здобули світську або військову освіту. Один із братів Іналука Даут закінчив інститут у Санкт-Петербурзі, інший брат Халід навчався з Абдурахманом Авторхановим, сам Іналук після ремісничого училища вступив до Тифліського військового училища. Уц-хаджі Арсанукаєв прожив довге життя, і помер напередодні Першої Світової війни 1913 року.
Сім'я Іналука мала родинні зв'язки з багатьма відомими людьми. Молодший брат Іналука Ізнаур був одружений з онукою генерала Орцу Чермоєва Кісою Чермоївою, а племінник Іналука був одружений з дочкою генерала Російської імперії Ерісхана Алієва.

### Північно-Кавказький Емірат
Утворення «Північно-Кавказького Емірату» починається із прибуттям до повстанців чеченського князя Іналука Арсанукаєва.
Наказом від 22 вересня 1919 року Узун-Хаджі призначив Іналука Арсанукаєва Великим Візиром «Північно-Кавказького Емірату», і доручив Іналуку створити кабінет міністрів Емірату.
Зусиллями Іналука Дишнінського було організовано виробництво власних грошових знаків «Північно-Кавказького Емірату».
Влітку 1919 року за допомогою чеченця Іналук Арсанукаєв (він же Дишнінський), привіз для Узун-Хаджі фірман (послання) від султана Османського Багаутдіна (Магомет-Ваххідін VI), після чого Узун-хаджі приступив до створення військових Цивільні структури Північно-Кавказького емірату.

### Княжий титул
УТіфлісі Іналук познайомився з молодою дівчиною з грузинського княжого роду. Щоб отримати її згоду, Іналуку довелося зв'язатися зі своїм батьком для того, щоб отримати документ, що підтверджує його шляхетське походження. Зрозуміло в отця Іналука Уц-хаджі не було такого документа, навіть найбідніший представник тайпу дишной не визнав би його чи когось іншого князем, поставивши себе на рівень нижче, ніж Іналук.
Проте, селяни посміявшись над бажанням Іналука вирішили написати листа, в якому вказували, благородне походження родини Іналука, підтвердивши це, підписалися кілька десятків мешканців рідного аула. Сім'я Уц-хаджі дійсно була поважною не тільки в рідному аулі, а й в окрузі, проте не могло бути й мови, щоб каже, що вони стоять статусом вище за інших чеченців.
Рідні княгині Катерини Сумбатошвілі повірили написаному листі як визнання Іналука шляхетського походження, і дали свою згоду на шлюб із Іналуком зі своєю дочкою. Після цього він і став себе називати як «князя Дишнінський», рідні його дружини представляли свого зятя як князя. Однак таємниця незабаром була розкрита, хтось доніс братам Катерини, що Іналук не є князем.
Розлючені брати викликали свого зятя Іналука на дуель. Жереб першого пострілу був у Іналука, але він відмовився стріляти в брата своєї дружини, чим викликав повагу братів Катерини та прощення йому за присвоєння собі княжого титулу. Від шлюбу з Катериною у них у Тифлісі народилася дочка Ляля (Ламара).